# Mosè di Trani
Moses ben Joseph di Trani in ebraico משה מטראני‎?, noto anche col soprannome acronimo Mabit (Salonicco, 1505 – Gerusalemme, 1585), cabalista ebreo nel periodo del XVI secolo quando Salonicco era sotto l'Impero Turco.
Suo padre era fuggito a Salonicco dalla Puglia tre anni prima della sua nascita. Ancora ragazzo Mosè fu inviato ad Adrianopoli per proseguire lo studio del Talmud sotto la supervisione di suo zio Aronne. All'età di sedici anni si recò a Safed e completò i suoi studi sotto il talmudista Jacob Berab. Nel 1525 fu nominato Rabbino di Safed e rimase in carica fino al 1535, quando si trasferì a Gerusalemme.

## Opere
Mosè di Trani produsse le seguenti opere:
- Bet Elohim (Venezia, 1576), lavoro morale e filosofico sulla preghiera, espiazione e principi fondamentali della fede ebraica;
- Kiryat Sefer (Venezia, 1551), commentario della Bibbia, del Talmud e di passi difficili dei commentari di Maimonide;
- Sefer ha-Tehiyyah weha-Pedut (Mantova, 1556; Vilna, 1799; Sudzilkov, 1834; Varsavia, 1841), commentario e note del Cap. VII e VIII di Emunot we-Deot del Saadya Gaon;
- She'elot u-Teshubot (vol. I, ibid. 1629; vol. II, ib. 1630), raccolta di 841 responsa, con indice.